# Inspektorat Węgrów Armii Krajowej
Inspektorat Węgrów AK – struktura terenowa Podokręgu Wschodniego Armii Krajowej. 

## Struktura organizacyjna
Organizacja w 1944:
- Obwód Węgrów AK
- Obwód Ostrów Mazowiecka AK